# Cantón de Plélan-le-Grand
El cantón de Plélan-le-Grand era una división administrativa francesa, que estaba situada en el departamento de Ille y Vilaine y la región de Bretaña.

## Composición
El cantón estaba formado por ocho comunas:
- Bréal-sous-Montfort
- Maxent
- Monterfil
- Paimpont
- Plélan-le-Grand
- Saint-Péran
- Saint-Thurial
- Treffendel

## Supresión del cantón de Plélan-le-Grand
En aplicación del Decreto nº 2014-177 de 18 de febrero de 2014, el cantón de Plélan-le-Grand fue suprimido el 22 de marzo de 2015 y sus 8 comunas pasaron a formar parte; siete del nuevo cantón de Montfort-sur-Meu y una del nuevo cantón de Le Rheu.